# Incroyables e Merveilleuses

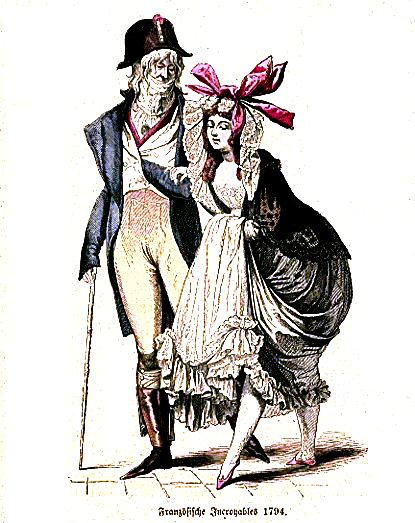
Un "Incredibile" e una "Meravigliosa"

Gli Incroyables e le Merveilleuses (Incredibili e, le donne corrispondenti, Meravigliose) sono gli esponenti di una moda della Francia del periodo Termidoriano e poi del Direttorio caratterizzata da un lusso estremo ostentato e da stravaganze esibite nell'abbigliamento e nella condotta di vita originati da una reazione ai tristi tempi che la società francese aveva attraversato durante il Terrore rivoluzionario.

## Quadro storico

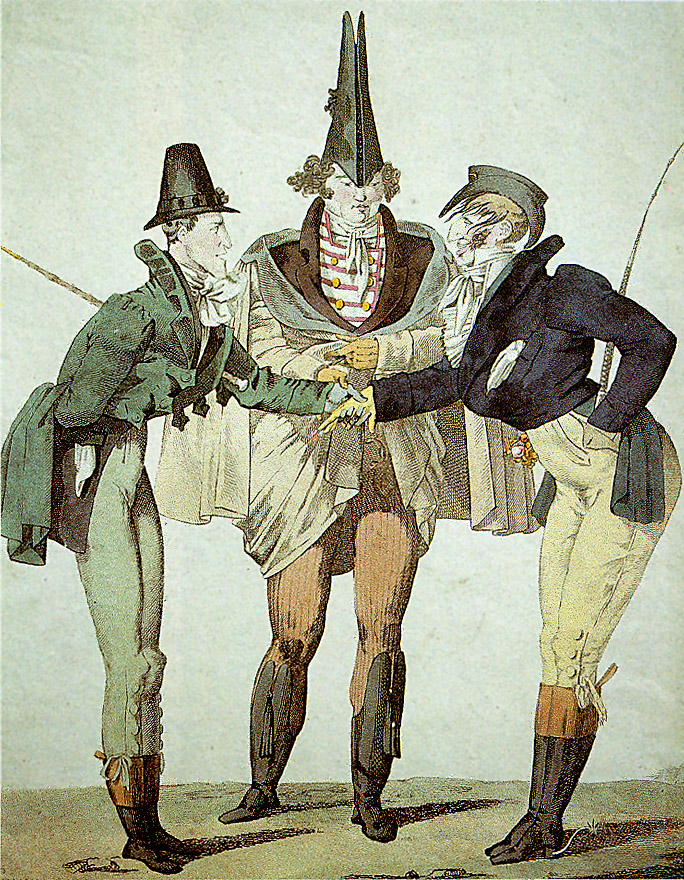
Caricatura degli Incredibili che si salutano incrociando le dita.

Il 27 e il 28 luglio del 1794 la caduta di Robespierre segnano l'inizio della reazione termidoriana antigiacobina. Già all'indomani della sua morte sul patibolo nelle strade ricominciarono a circolare le carrozze, i signori ripresero al loro servizio maggiordomi e domestici. Quando alla Convenzione di termidoro fu abolita la "legge del massimo" e soprattutto quando il Direttorio prese il potere sostituendo la Convenzione nazionale, i negozi facevano mostra di opulente vetrine straboccanti di merci.
All'indomani della fine del Terrore i francesi usciti dalla prigione a partire dal 5 agosto 1794, o ritornati dall'esilio o anche soltanto felici di vedere la fine del Terrore, si abbandonarono freneticamente ai piaceri della vita onde sdrammatizzare l'austerità precedente ed esorcizzare il clima sanguinoso di Parigi.

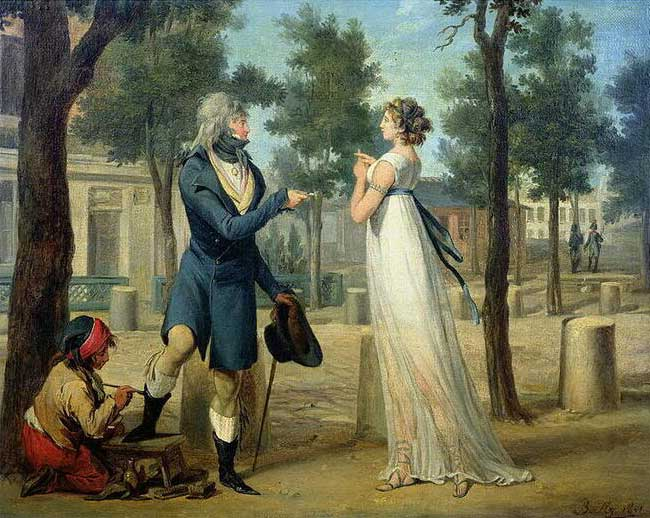
Louis-Léopold Boilly, Un Incredibile e una Meravigliosa nel 1797 o Point de Convention. La donna viene scambiata per un prostituta a causa dell'abbigliamento e rifiuta il denaro dell'uomo che di sta facendo lustrare le scarpe.

Vi erano fra i trenta o quaranta teatri e 644 balere che facevano buoni guadagni, e lì vi erano anche i "balli delle vittime", dove erano ammessi soltanto quelli che dichiaravano di aver perduto dei parenti sul patibolo e dove si ballava vestiti a lutto e ci si salutava con un rigido inchino della testa come se questa fosse stata tagliata dalla lama della ghigliottina. Alcune donne, vedove, mettevano nastri rossi o neri al collo in memoria dei mariti decapitati, o guanti bianchi simboleggianti l'innocenza.
Sebbene queste mode stravaganti siano attestate, è stata comunque messa in dubbio la veridicità storica dei balli delle vittime (ad esempio dallo storico Ronald Schechter nel suo saggio breve Termidoro gotico), la cui esistenza è approfondita solo anni dopo ad esempio negli scritti di Thomas Carlyle (The French Revolution del 1837, in cui si fa uso di fonti anche dubbie come pamphlet e pubblicistica) e diede origine a leggende gotiche in epoca preromantica e romantica, come quella che fa da sfondo al romanzo di Alexandre Dumas padre La ghigliottinata. La dama dal nastro di velluto (1849).
Politicamente gli Incredibili erano termidoriani o aderenti al Club di Clichy (monarchici moderati), o membri della Pianura, in alcuni casi filo-emigrati (la guerra di Vandea era ancora in corso) in ogni caso nemici dei Montagnardi residui, che riscuotevano ancora un discreto successo tra i sanculotti (il popolo più povero).
Nei teatri si applaudivano gli accenni critici del giacobinismo e della tirannia; i membri della "gioventù dorata", i "muscadins" ("moscardini"), piccolo borghesi o nobili decaduti sopravvissuti alla Rivoluzione applaudivano invece le allusioni ostili alla Repubblica.
La canzone Le Réveil du peuple (Il risveglio del popolo), considerata prima reazionaria e monarchica ora risuonava dappertutto fino ad essere vietata nel gennaio 1796. Il cantante Ange Pitou vendeva nelle strade e nei crocicchi canzonette contro il Direttorio istituito dai Termidoriani.

## Gli "Incredibili"

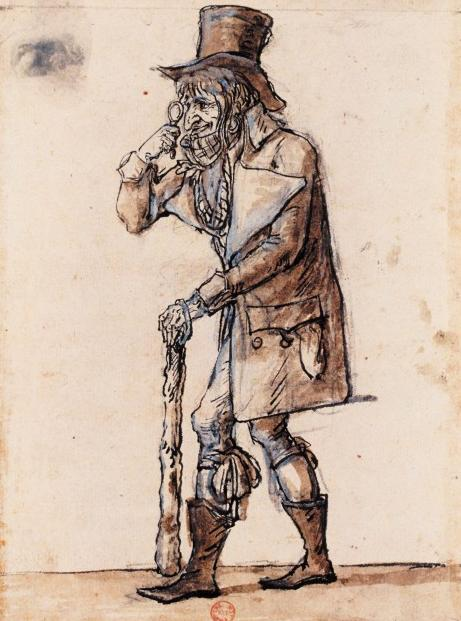
Un Incredibile.

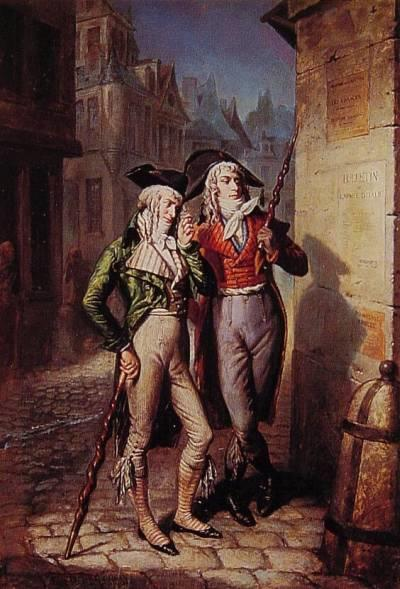
Giovani Incredibili "moscardini" con il loro nodoso bastone mentre compiono una ronda notturna contro i giacobini

In questo ambiente sociale i giovani che dettavano la moda del tempo, dalla scelta degli abiti fino al modo di parlare, lanciarono una nuova moda: gli "elegants" (elegantoni, predecessori dei dandies inglesi) portavano delle lunghe trecce che ricadevano sulle spalle o capelli lasciati crescere lungo le tempie che venivano chiamati "orecchie di cane"; un pettine di corno raccoglieva in un ciuffo dietro la testa (a raffigurare il modo con cui si presentavano al patibolo i condannati a morte) i capelli che dovevano essere tagliati con il rasoio e non con le forbici, considerate troppo comuni e volgari. Portavano poi dei grandi anelli alle orecchie, enormi occhiali sul naso oppure un grande pince-nez con una lunga asta davanti agli occhi come se fossero affetti da una forte miopia.

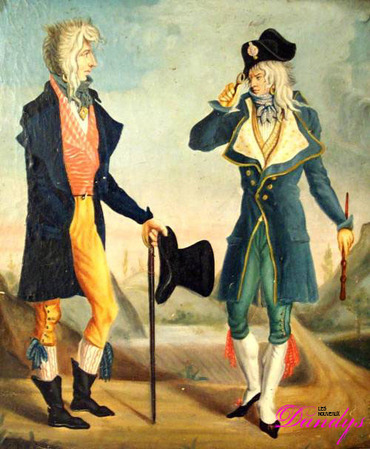
Carle Vernet, Due moscardini.

I segni principali che facevano riconoscere gli eleganti di quest'epoca erano delle redingote molto corte, un abito con un grande colletto che faceva una gobba sulla schiena come se fossero gobbi, una gigantesca cravatta come se si volesse nascondere un gozzo o delle scrofole, dei calzoni corti al ginocchio di velluto o di seta nera o verde cascanti e che facevano sembrare i loro ginocchi gonfi e deformi, delle calzette variegate, attorcigliate sulle gambe e calati alle caviglie, come se non avessero i polpacci. 

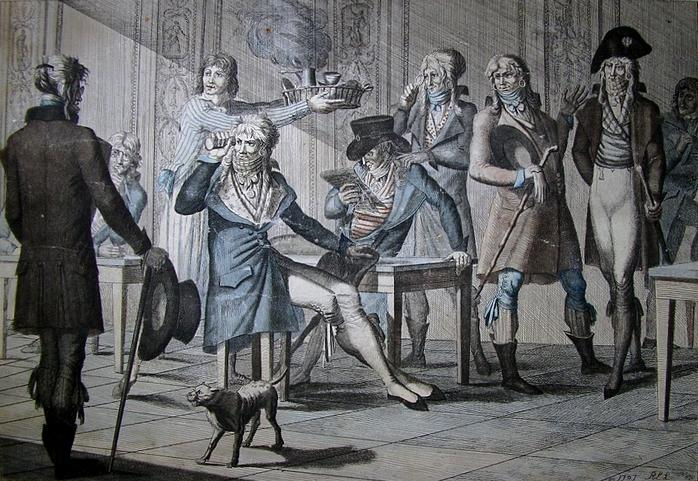
Il Café des Incroyables

Nelle occasioni speciali l'"incredibile" sostituiva la sua corta redingote con un abito dal taglio squadrato e dai grandi baveri, indossava un cappello a cilindro di enormi dimensioni, portato chiuso sotto il braccio, e calzava scarpe a punta che ricordavano le calzature del Medioevo. Il loro abbigliamento fu messo in caricatura da Carle Vernet: bicorno a mezza luna, parrucca infarinata, colletto nero, cravatta che avvolgeva tutto il collo in segno di lutto per l'esecuzione di Luigi XVI, detta écrouélique, 17 bottoni di perla in onore di Luigi XVII, l'abito troppo stretto, un enorme monocolo e un bastone piombato e nodoso in pugno.

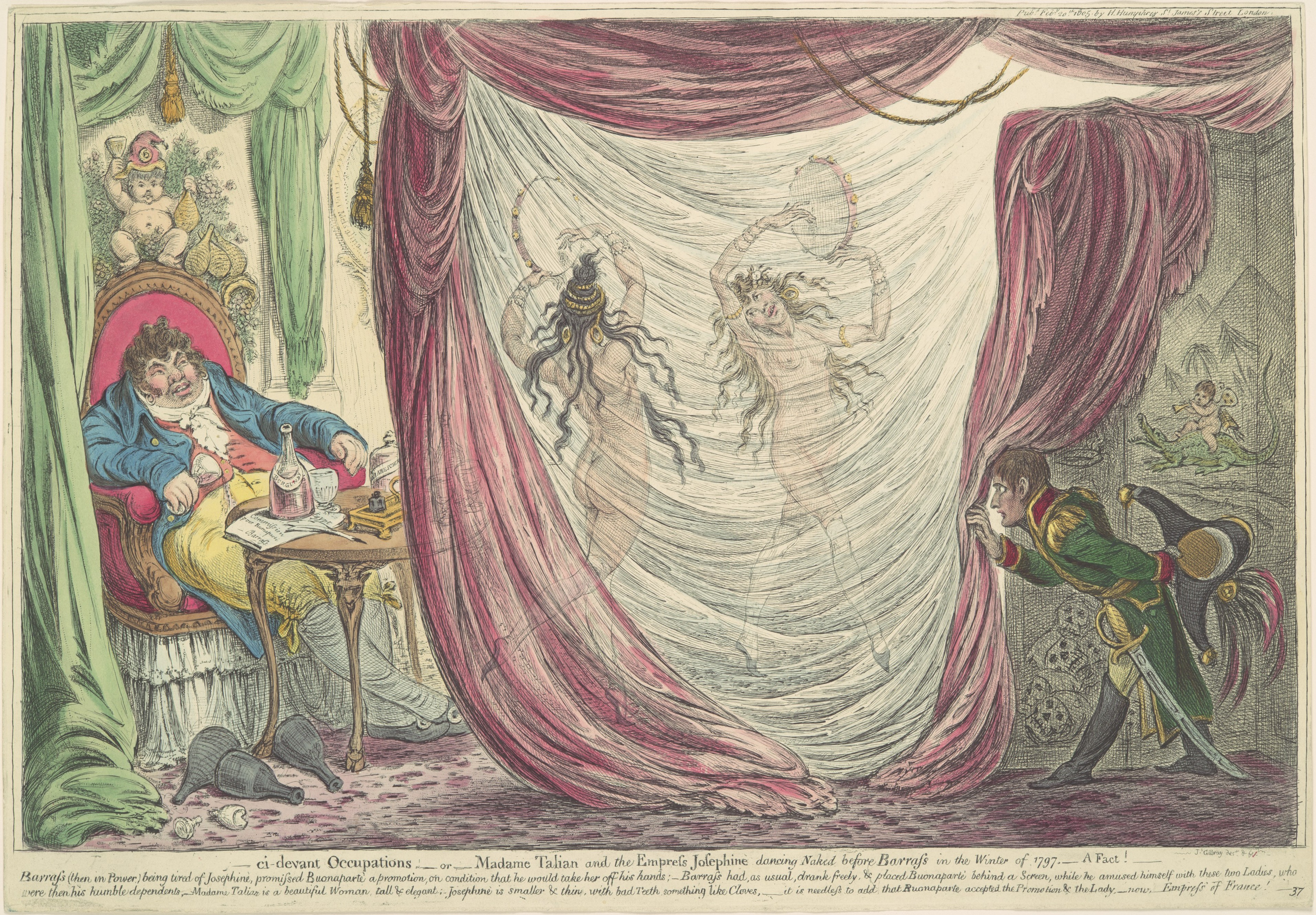
Caricatura datata 1805 ed opera di James Gillray: Barras intrattenuto dalla danza di due giovani nude, mogli di altrettanti personaggi famosi, Thérésa Tallien e Giuseppina Bonaparte

Non contenti di sembrare miopi, mascherati e deformi, gli Incredibili e le Meravigliose si distinguevano anche per la singolarità e l'affettazione del loro modo di pronunciare le parole: si rifiutavano di pronunciare la lettera "r", la prima lettera della parola "Rivoluzione" che aveva causato le loro disgrazie. Se ad esempio si raccontava loro qualcosa che li stupiva, essi esclamavano: «Pa'ola mia d'ono'e! È inc(h)'edibile!». Da qui venne loro il nomignolo di "incredibili" o quello di "moscardini" dato loro dal popolo. 
Sebbene essi volessero sembrare inoffensivi, gli Incredibili non uscivano di casa se non portando con loro un'enorme bastone, nodoso e a spirale che essi chiamavano il loro "potere esecutivo" e di cui si servivano per dare la caccia e bastonare i giacobini. Per riconoscersi tra di loro avevano adottato una parrucca bionda e un colletto nero il che causava loro delle continue risse sia con i colletti rossi democratici che con i soldati della Repubblica. Alla fine del 1794 Louis-Marie-Stanislas Fréron guidò i Moscardini all'assalto del Club dei Giacobini, ottenendone la chiusura, inoltre fecero rimuovere le spoglie di Marat dal Pantheon di Parigi (dove furono tumulate il 21 settembre 1794) e l'urna col cuore dalla sala dei Cordiglieri dove si trovava dal luglio 1793, e secondo François-René de Chateaubriand e Victor Hugo le buttarono in seguito nelle fogne di Parigi. Una volta messi fuori gioco giacobini, montagnardi e sanculotti più accesi, la Convenzione termidoriana tentò di sbarazzarsi dei moscardini chiudendo il Café de Chartres. Così essi, guadagnati alla causa dell'ancien régime per il ritorno dell'assolutismo, appoggiarono la rivolta realista di vendemmiaio, che fallì. Da allora i muscadins rappresentarono soltanto "una protesta d'eleganza in una guerra di merletti". In seguito al crescere della minaccia realista, il Direttorio si riavvicinò ai montagnardi per un periodo. Queste bande di giovani tornarono in auge solo dopo il 1798, ma la moda mutò nel frattempo in favore dello stile Direttorio, più sobrio e neoclassico.

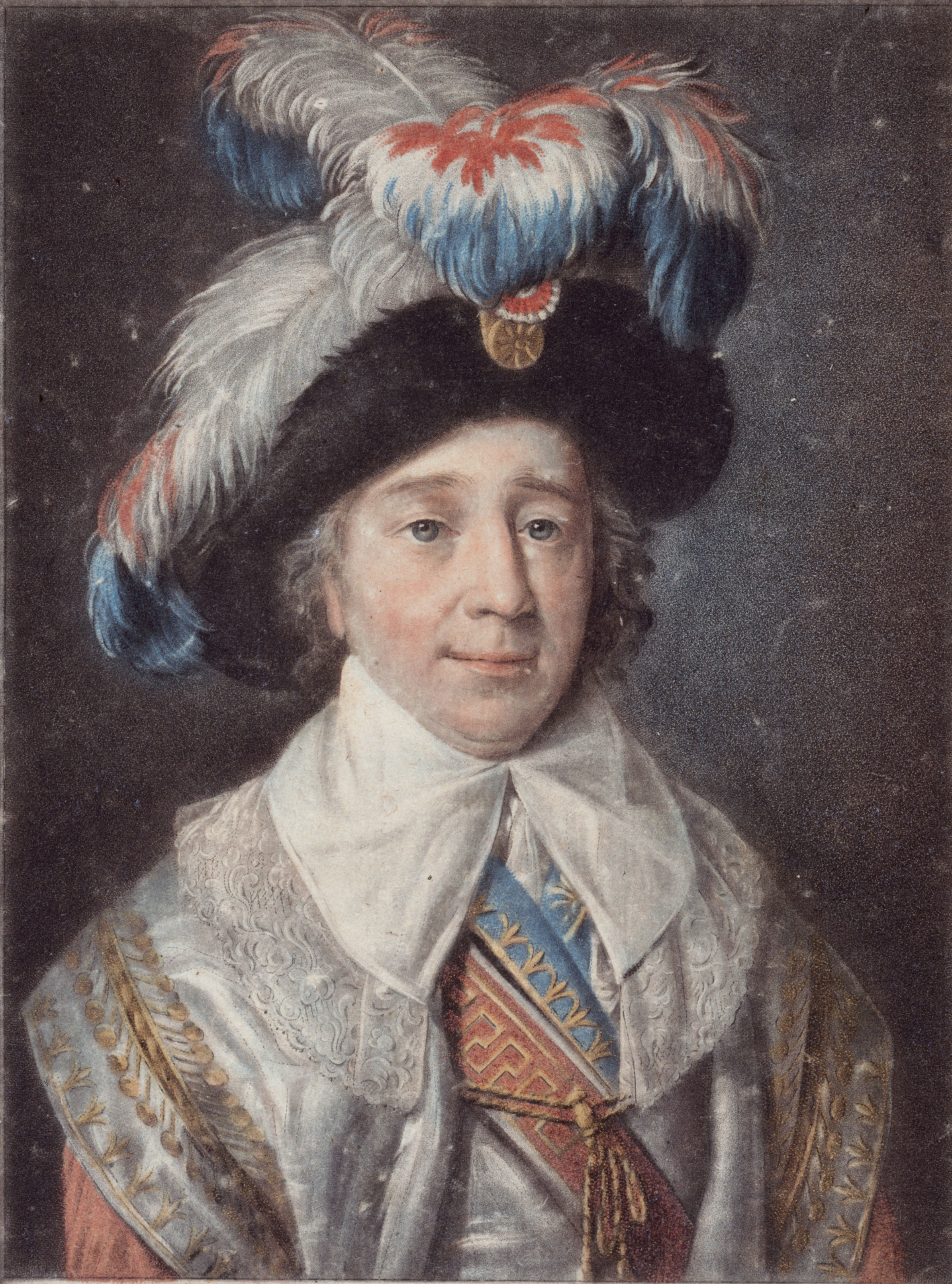
Paul Barras in gran uniforme da Direttore

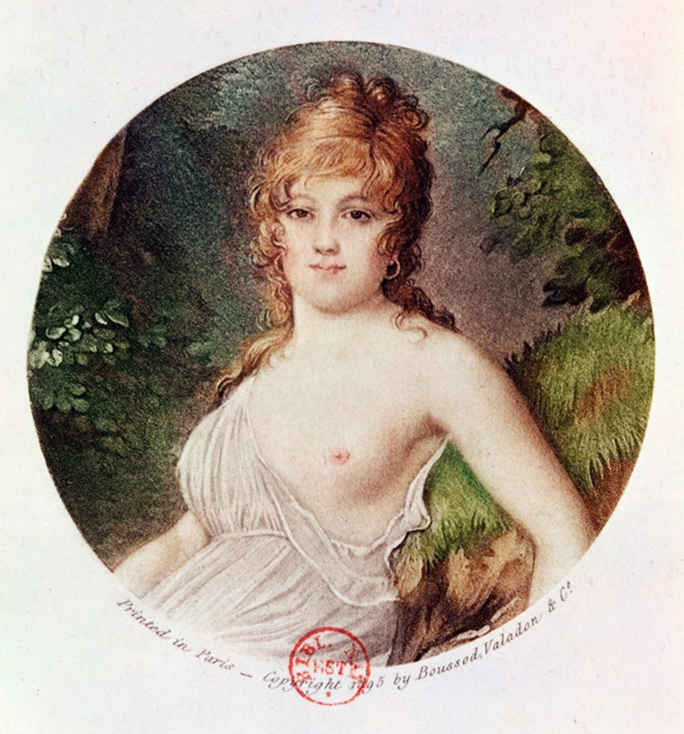
Madame Tallien, «punto di riferimento della moda nella Parigi del Direttorio, si presentò all'opera indossando solo una pelle di tigre» Un'altra volta portava una semplice veste di sottile seta bianca senza nulla sotto, che fece dire a Talleyrand che non era "possibile essere vestiti più sontuosamente di così"

Il salotto di Barras, il nuovo reggente, quelli di Thérésa Tallien (Notre-Dame du Thermidor), quelli della scuola di ballo del Palazzo Thelluson, furono i principali luoghi di riunione di questa "gioventù dorata". Vi si vedevano figurare i bei ballerini del tempo, i Trénitz, i Lafitte, un certo numero di giovani i cui nomi aristocratici avevano avuta un tutt'altro genere di notorietà nell'Ancien Régime (i cosiddetti ci-devant, gli ex nobili). Vi si notava anche spesso un uomo al quale non doveva importare una stravaganza in più, come il vecchio duca di Lauraguais, che imitava, esagerando, il costume barocco e l'incomprensibile parlare bleso della giovane generazione.

## Le "Meravigliose"

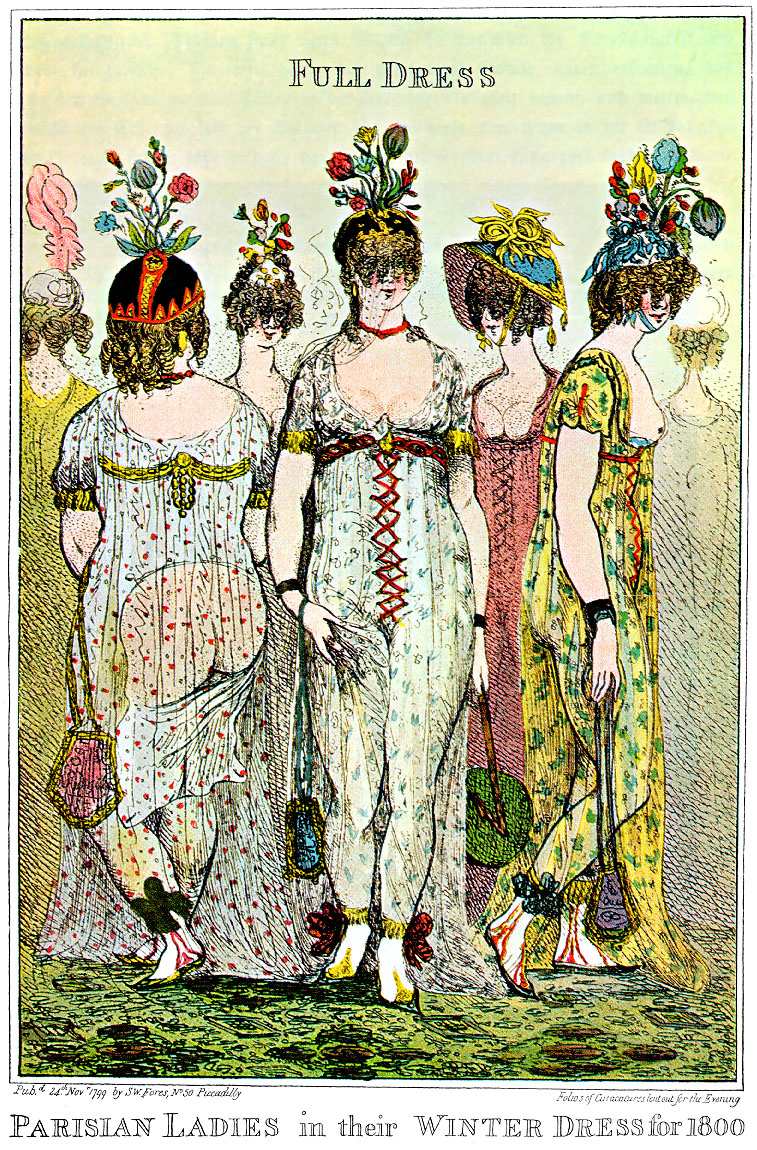
Caricatura Inglese di Parigine in abiti invernali nel 1799

Le elegantone del 1797 non si fecero sopravanzare dai loro cavalieri: le Meravigliose, prendendo a prestito l'antichità pagana, pretendevano di vestirsi con un abbigliamento che consisteva principalmente in mantelli, abiti, tuniche alla greca o alla romana. 

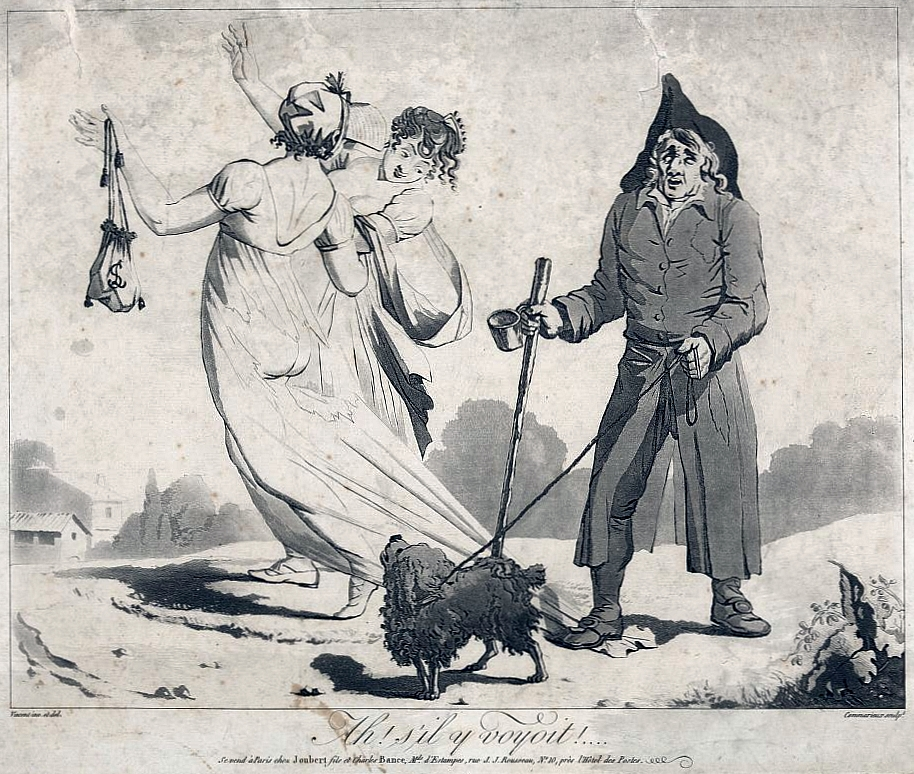
«Ah! Se vedesse!» Stampa satirica anonima del 1797 che raffigura un cieco che lacera inavvertitamente il vestito trasparente di una Meravigliosa che espone così le sue natiche al pubblico.

La mitologia era all'ordine del giorno: vi erano tuniche alla Cerere e alla Minerva, redingote alla Galatea, vestiti alla Flora, alla Diana, all'Onfale. Si vestivano solo con stoffe leggere e trasparenti così aderenti che non era possibile farvi delle tasche, allora le Meravigliose s'inventarono di portare il fazzoletto in un sacchetto chiamato alla greca "balantine" o alla latina "reticule". Calzavano coturni, sandali allacciati sopra le caviglie con cordoni incrociati o fasce ornate di perle. Qualcuna aggiunse a questo abbigliamento nuove eccentricità: la regina delle meravigliose, Thérésa Tallien si inventò di ornare le dita dei piedi con anelli costosi e altre la imitarono e aggiunsero dei cerchi d'oro alla gambe. Talvolta su una grande parrucca bionda innalzavano immensi cappelli, portavano i capelli corti e scalati come quelli dei busti romani maschili: capelli "alla Bruto" (utilizzati anche dagli uomini), nelle donne chiamato anche "alla Tito", dall'acconciatura degli attori che nei decenni precedenti avevano interpretato il ruolo di Tito Giunio Bruto, figlio di Lucio Giunio Bruto, nella tragedia Brutus di Voltaire (1730), oppure per estensione dai busti dell'imperatore Tito, dal busto di Bruto conservato a Roma (di cui molte copie furono diffuse in Francia durante la Rivoluzione; lo stesso busto fu portato in Francia da Napoleone e vi restò fino al 1815) o ancora dalla capigliatura del politico romano come raffigurato nel dipinto di David I littori riportano a Bruto i corpi dei suoi figli; oppure capelli corti "alla vittima", sempre in ricordo dei ghigliottinati.

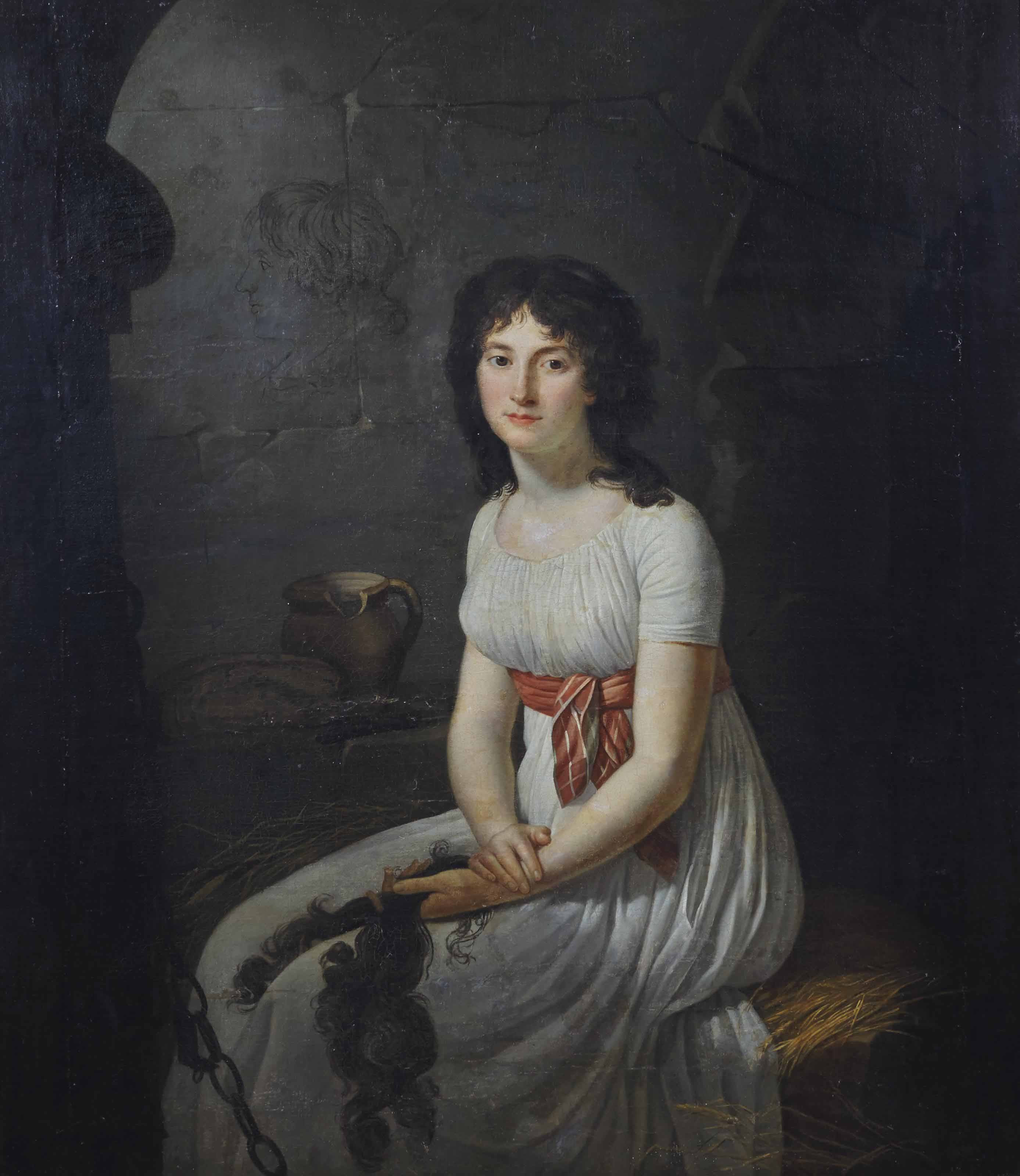
Camicia alla greca nel ritratto di Theresa Tallien in una cella nella prigione di La Force nel 1794, eseguito da Jean-Louis Laneuville nel 1796

Questa moda (stile Direttorio) si trasformerà poi nel Consolato nella moda femminile in uso durante il successivo stile Impero, entrambi influenzati dal neoclassicismo ma anche dagli ultimi anni dell'Antico Regime; oltre alle camicie alla greca (spesso derivate dal vestiario che utilizzavano nelle prigioni ma anche simbolo di semplicità) si usavano infatti boccoli e chemise à la Reine, come nella parte finale dello stile Maria Antonietta.

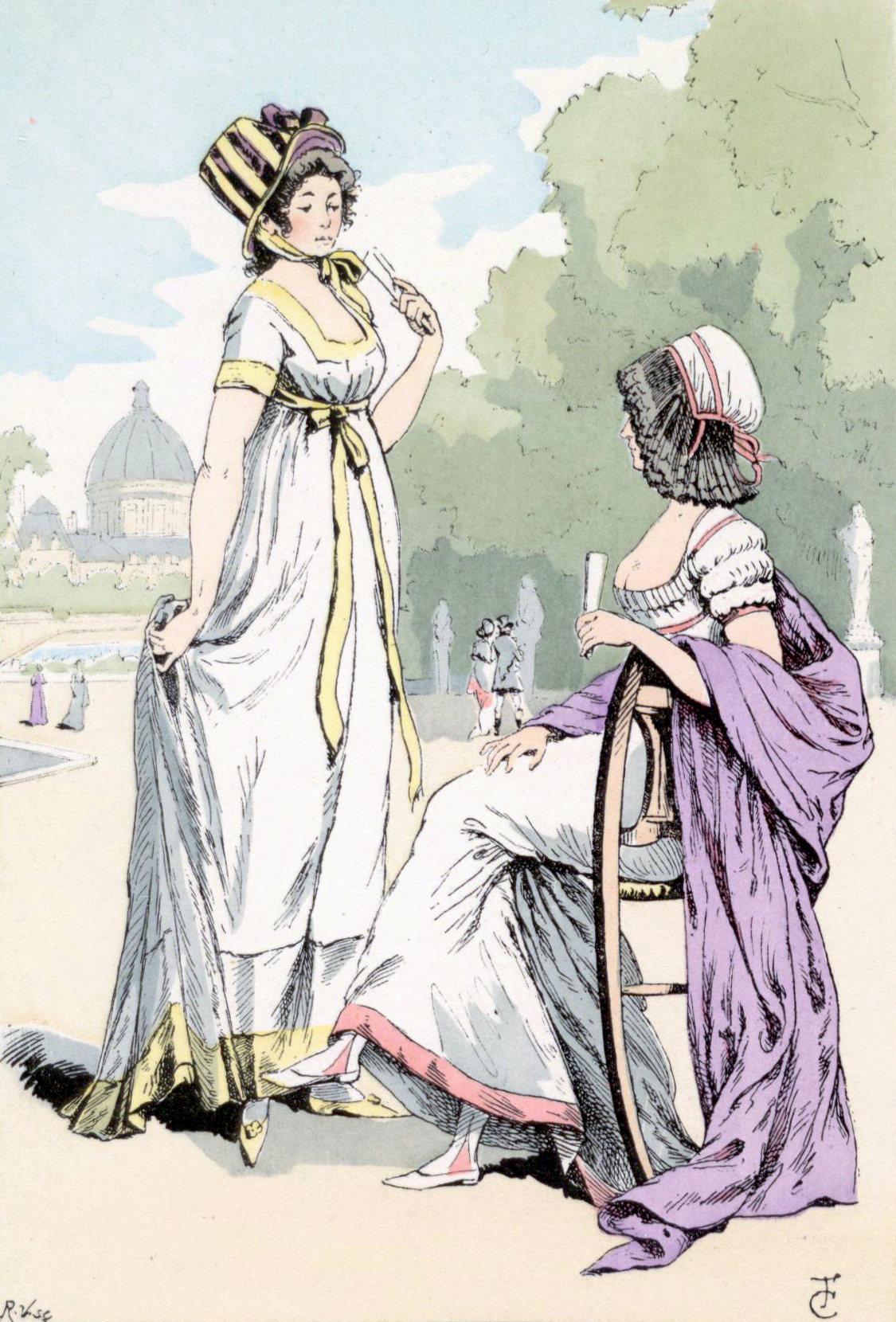
"Ai giardini delle Tuileries, anno VII - 1799

Le regine della moda di allora erano, oltre Thérésa Tallien, soprannominata "Nostra Signora del Termidoro", Fortunée Hamelin, che spinse ancora più lontano l'audacia delle novità, Juliette Récamier (futura amante di François-René de Chateaubriand diversi anni dopo) di cui David e il barone Gérard ci hanno lasciato un ritratto, Madame de Staël e Madame Raguet, che si paragonava a Minerva e a Giunone.
Teresa Tallien, Juliette Récamier e Giuseppina di Beauharnais (Madame Bonaparte, detta "Nostra Signora delle Vittorie") furono soprannominate anche le "tre Grazie del Direttorio".
Molte Meravigliose si inventarono di mostrarsi durante le passeggiate e nei giardini pubblici coperte soltanto da vestiti di garza trasparente. Il pubblico se ne scandalizzò e una riprovazione generale si sollevò contro queste "ultrameravigliose" che furono costrette a rinunciare a queste innovazioni.

## Galleria d'immagini

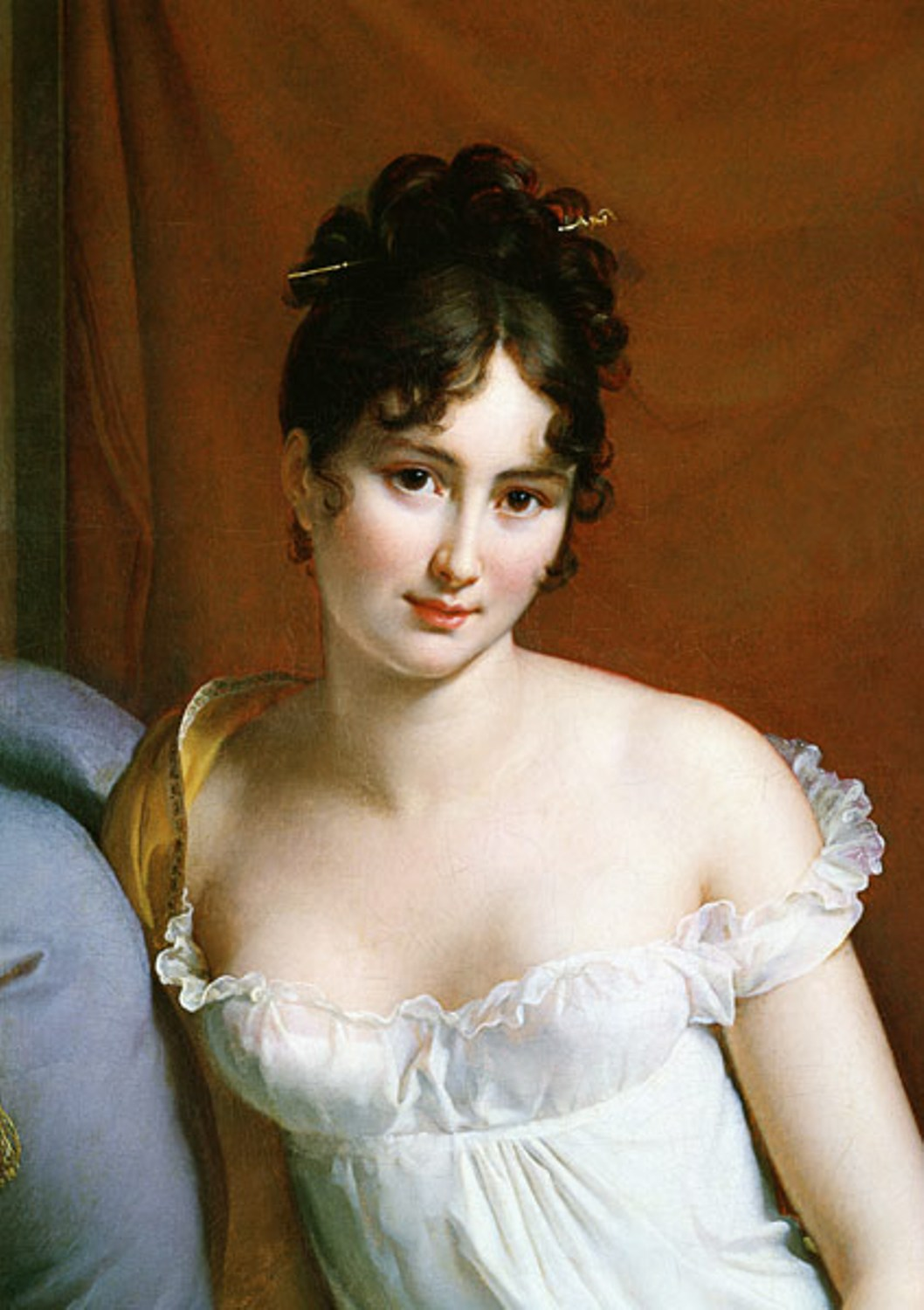
Juliette Récamier, ritratto di François Gérard (1805, dettaglio)
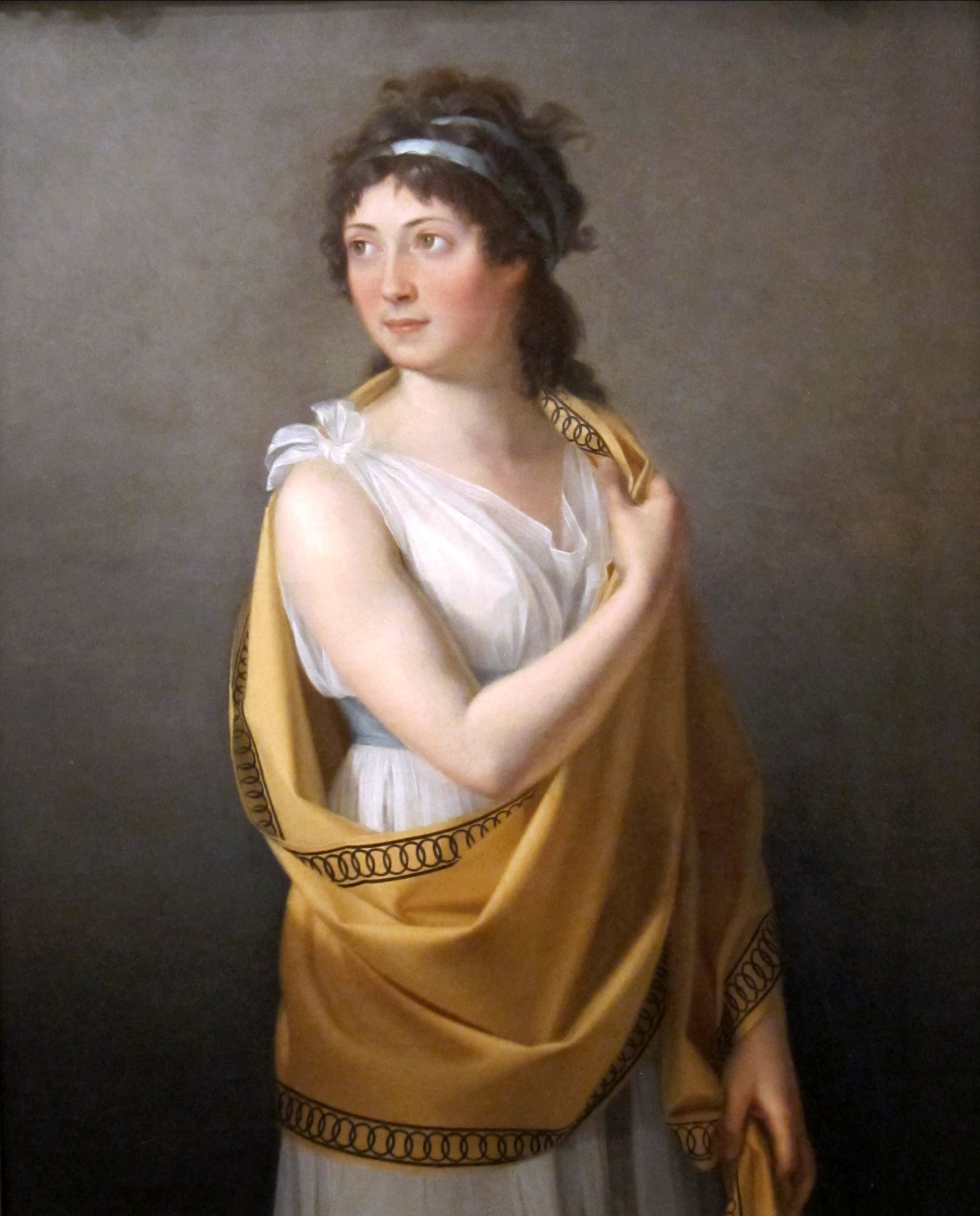
Ritratto di donna secondo la moda neoclassica
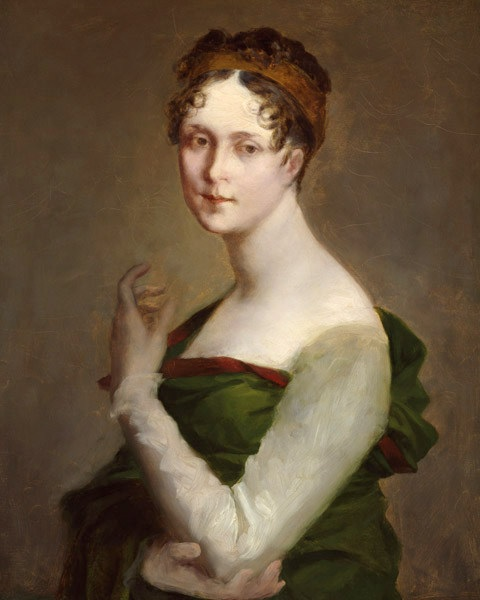
Giuseppina di Beauharnais, Madame Bonaparte
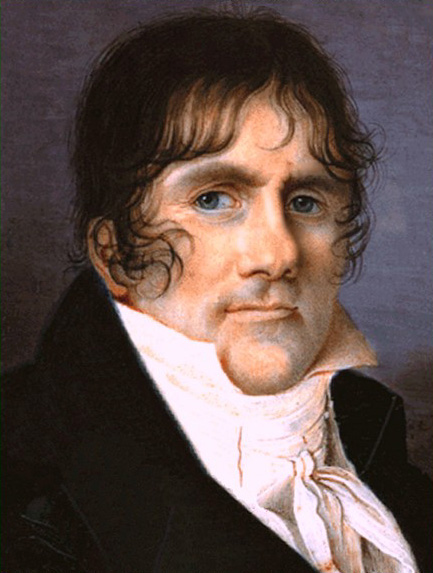
Paul Barras con pettinatura alla Bruto
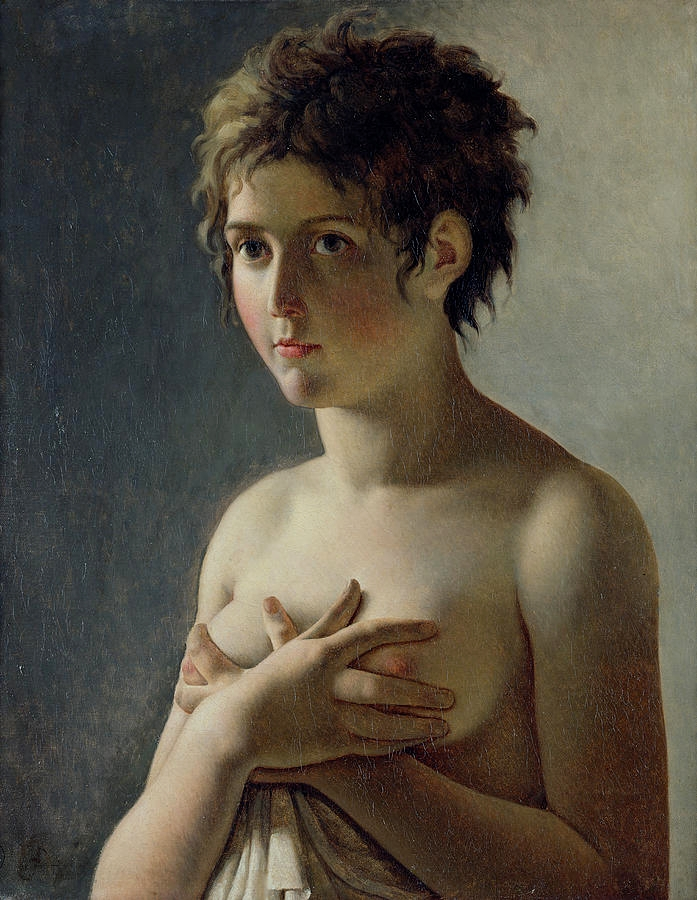
Ritratto di giovane donna con acconciatura alla Tito
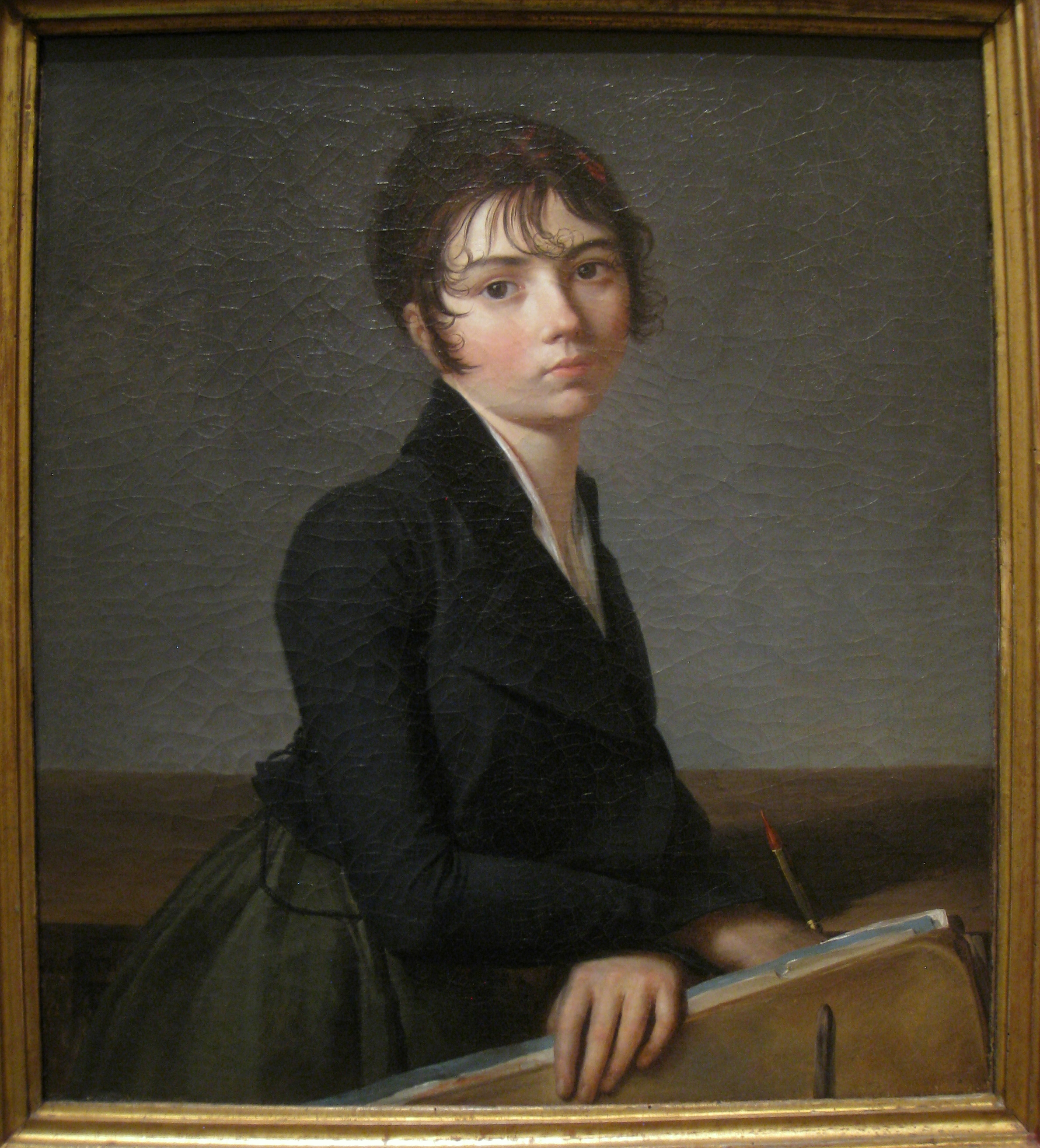
Ragazza con portfolio in mano e capelli alla Tito
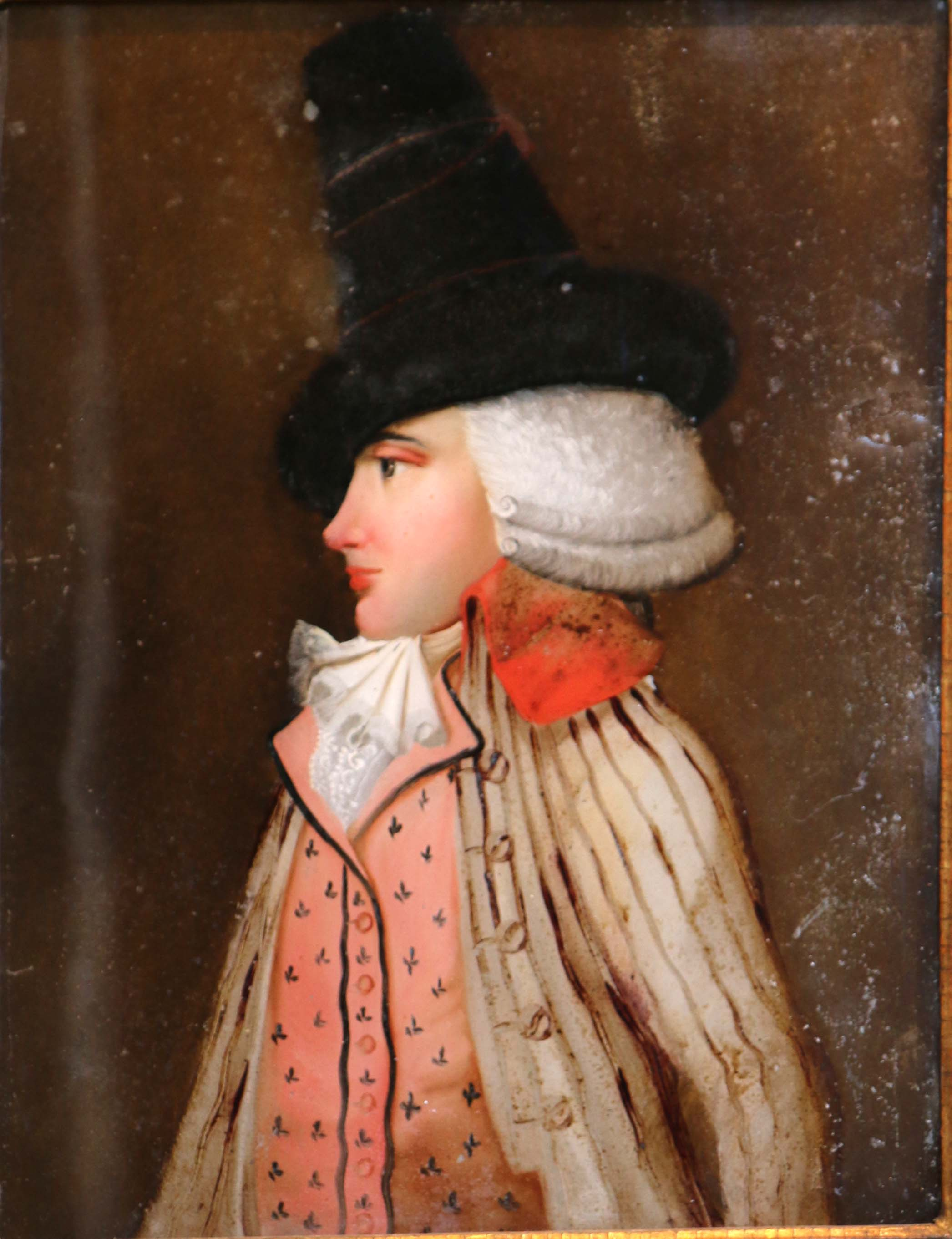
Incredibile con cilindro
Uomo con camicia "alla vittima"

## Raffigurazioni

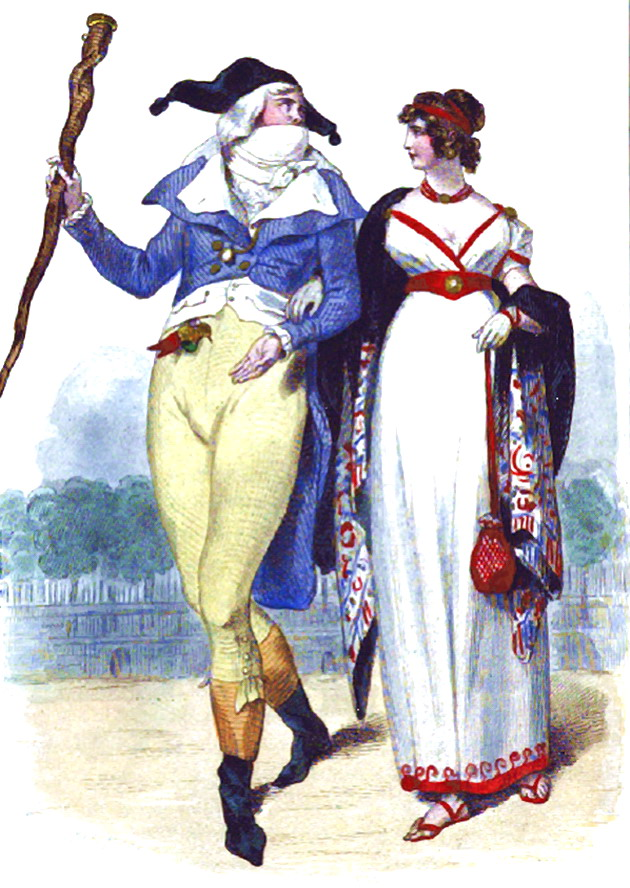
Incroyable e Merveilleuse, caricatura

Si videro anche, in questo periodo, molte "Madame Angot", ossia popolane arricchite dell'ultima ora, offrire lo spettacolo burlesque travestendosi da meravigliose e indossando vestiti greci con una ridicola goffaggine.
Carle Vernet ha dato nelle sue caricature di "Elegants" del 1795, di "Incroyables" e di "Merveilleuses" del Direttorio un curioso modello del costume delle classi fatue che ebbero un successo popolare.
Nell'anno III apparve il "Giornale degli Incredibili" o «gli uomini dalla "pa'ola d'ono'e» di Car. - Diatriba contro gli Incredibili.